# Nelspruit
Nelspruit (wym. afr. [ˈnɛlˌsprœit]) – miasto w Południowej Afryce, stolica prowincji Mpumalanga. Jest położone około 330 km na wschód od Johannesburga i 60 km na zachód od granicy z Mozambikiem.
Nelspruit w swych granicach liczy około 58,5 tys. mieszkańców, a wliczając w nie okoliczne miejscowości posiada około 220000 mieszkańców.
Gospodarka Nelspruit oparta jest głównie na sadownictwie wliczając w to uprawę owoców cytrusowych, mango, orzechów makadamii i bananów oraz tytoniu.
Nelspruit było jednym z gospodarzy Mistrzostw Świata w Piłce Nożnej 2010 w Południowej Afryce. Stadion Mbombela, będzie mógł pomieścić do 40000 widzów.